# Fukuzawa Yukichi
Fukuzawa Yukichi (福澤 諭吉 (Phúc Trạch Dụ Cát)/ ふくざわ ゆきち Fukuzawa Yukichi,  10 tháng 1 năm 1835 - 3 tháng 2 năm 1901) là một trong những nhà tư tưởng lớn nhất của Nhật Bản cận đại. Ông được xem là người có công mở đầu phong trào canh tân nước Nhật, cổ động dân chúng trút bỏ tư duy lạc hậu thời cổ đại mà tiếp thu học thuật Tây phương để sánh bước với các nước Âu Mỹ. Fukuzawa Yukichi là nhà chính trị, nhà tư tưởng, nhà đấu tranh xã hội, nhà giáo dục tiên phong, nhà văn, nhà dịch thuật và là một võ sĩ.
Ông là một nhà tư tưởng lớn có ảnh hưởng sâu và rộng nhất đến xã hội Nhật Bản cận đại. Những tư tưởng về chính trị, xã hội, kinh tế và giáo dục mà Fukuzawa truyền bá đã thay đổi hoàn toàn diện mạo của đất nước Nhật Bản vào cuối thế kỷ 19. Người phương Tây coi ông như "Voltaire của đất nước mặt trời mọc". Tuy nhiên, người Trung Quốc và Triều Tiên lại lên án và xem ông là biểu tượng của chủ nghĩa quân phiệt hiếu chiến, bởi Fukuzawa chủ trương dùng vũ lực để xâm chiếm 2 nước này nhằm tranh giành thế lực với các nước phương Tây Fukuzawa Yukichi ủng hộ việc bành trướng lãnh thổ của Nhật và học thuyết xã hội kiểu Darwin, ông cho rằng chỉ những quốc gia mạnh nhất mới có thể sinh tồn thông qua một quá trình chọn lọc "kẻ mạnh ăn thịt kẻ yếu" (tức là Nhật Bản phải đi xâm chiếm nước khác, nếu không thì chính Nhật sẽ bị thôn tính). Quan điểm này đã mở đường cho quân đội Đế quốc Nhật xâm chiếm Trung Quốc, Triều Tiên, và sau đó đẩy Nhật Bản phát động Chiến tranh Thái Bình Dương, khiến hàng chục triệu người chết. Tác phẩm Thoát Á luận của Fukuzawa được coi là tiêu biểu cho chủ nghĩa quân phiệt Nhật Bản trước thế chiến 2

## Tiểu sử
Lịch sử biết đến Fukuzawa Yukichi như một nhà cải cách chính trị-xã hội, nhà giáo dục tiên phong, nhà tư tưởng tiêu biểu của Nhật Bản vào cuối thời Edo, đầu thời kỳ Minh Trị, tức thời điểm dao động với nhiều chuyển biến lớn trong lịch sử Nhật Bản. Tư tưởng của ông đã ảnh hưởng sâu đậm với phong trào canh tân ở Nhật Bản vào cuối thế kỷ 19 và đầu thế kỷ 20, tạo nền móng cho Nhật Bản trở thành một cường quốc thế giới. Lòng biết ơn của người Nhật đối với Fukuzawa được thể hiện qua việc hình ông được in trên tờ tiền 10.000 yen (tờ giấy bạc có mệnh giá lớn nhất của Nhật), dù ông không phải thuộc hạng vua chúa hay võ tướng lỗi lạc của đất nước mặt trời mọc.
Ông sinh năm 1835, mất năm 1901, thọ 66 tuổi. Một điều thú vị tình cờ là cuộc cải cách Minh Trị duy tân bắt đầu vào năm 1868, lúc Fukuzawa 33 tuổi. Tức là nếu lấy năm Minh Trị thứ nhất làm mốc có thể chia cuộc đời 66 năm của ông thành hai phần thì chẵn phân nửa đời ông là thời gian trước triều Minh Trị; chẵn phân nửa sau là sau khi vua Minh Trị chấp chính. Qua đó sẽ thấy được những biến cố lớn lao không chỉ đối với bản thân cuộc đời Fukuzawa mà của cả xã hội Nhật Bản.

### Thân thế
Fukuzawa Yukichi sinh tại Ōsaka, khi cha ông đang lưu nhiệm ở đó làm đại diện cho lãnh chúa xứ Nakatsu. Cha ông vốn là một nhà Nho nhiệt tâm với kinh sử, nhưng suốt đời không thoát khỏi cuộc đời tầm thường quanh quẩn xoay quanh việc sổ sách chi thu cho lãnh chúa. Vì cho công việc đó nặng phần ô trọc, không vượt ra khỏi vòng thủ thúc giai cấp nên ông là người bất đắc chí. Điều này đã ảnh hưởng nhiều đến nhận xét về đẳng cấp xã hội của Fukuzawa sau này.
Năm 1836, khi ông mới lên 1, cha mất, nên cả gia đình phải bỏ cảnh thị thành của Osaka mà về lại Nakatsu. Năm 14 tuổi ông chính thức nhập học đúng theo khuôn khổ Nho giáo cổ điển nhưng vì đã quen lối sống trong thành nên cả gia đình không dễ hòa nhập vào cuộc sống thôn dã khép kín, bị chi phối nặng nề bởi chế độ phong kiến lãnh địa. Sự việc đó cũng góp phần giúp Fukuzawa thấu hiểu rằng nề nếp cổ đã lỗi thời, không thể khư khư kìm hãm lực tiến hóa được. Cùng lúc đó chính sự rất sôi động vì năm 1853 Hoa Kỳ gửi tàu chiến vào Edo dưới sự chỉ huy của Matthew C. Perry đòi Mạc phủ Tokugawa phải thông thương, giao hẹn cho một năm phải thi hành. Mạc phủ thì bối rối, miễn cưỡng chấp nhận vì biết rằng không thể dùng võ lực chống lại các nước Âu Mỹ. Một mặt thì Mạc phủ tìm cách phòng thủ binh bị, mặt kia thì mềm mỏng nhượng bộ các yêu sách của Âu Mỹ.

### Theo học Hà Lan học
Ngay năm sau, 1854 Fukuzawa bỏ Nakatsu ra Nagasaki với ý định học kỹ thuật pháo binh chế tạo thuốc súng theo khoa học châu Âu. Vì Nhật Bản bấy lâu vẫn theo đuổi chính sách bế quan tỏa cảng (sakoku) hạn chế tối đa mọi tiếp xúc với Tây phương và mở mỗi hải cảng Nagasaki cho người Hà Lan được phép lập thương cuộc đổi chác hàng hóa nên đó cũng là cửa ngỏ duy nhất người Nhật tiếp nhận văn hóa Thái Tây. Sách vở từ phương Tây bấy giờ, hay đúng ra là sách của người Hòa Lan đã trở thành môn Hà Lan học để người Nhật nghiên cứu. Qua sự học hỏi, tìm tòi, trước tiên bằng cách học tiếng Hòa Lan, rồi đọc kỹ sách vở của họ, Fukuzawa cảm nhận được tinh thần thực dụng của học thuật Âu châu và dần tiếp thu nhiều tư tưởng khác liên quan đến cả nhân sinh quan.
Học ở Nagasaki đã khá thông nhưng Fukuzawa muốn tiến thêm nên dời lên Osaka theo học thày Ogata Kōan, một học giả Hà Lan học có tiếng lúc bấy giờ. Là một vị thày uyên bác và nhân hậu, lối ứng xử của Ogata Kōan đã tác động không nhỏ tới Fukuzawa; ông cũng thấm nhuần tư tưởng và tác phong đó. Ba năm sau khi ông mới 25 tuổi, Fukuzawa tòng lệnh của lãnh chúa Nakatsu, lên Edo mở trường tư thục để dạy dỗ các phiên thuộc của lãnh chúa. Ngôi trường đó là tiền thân của trường Đại học Keiō-gijuku ngày nay.

### Chuyển sang học tiếng Anh và xuất ngoại

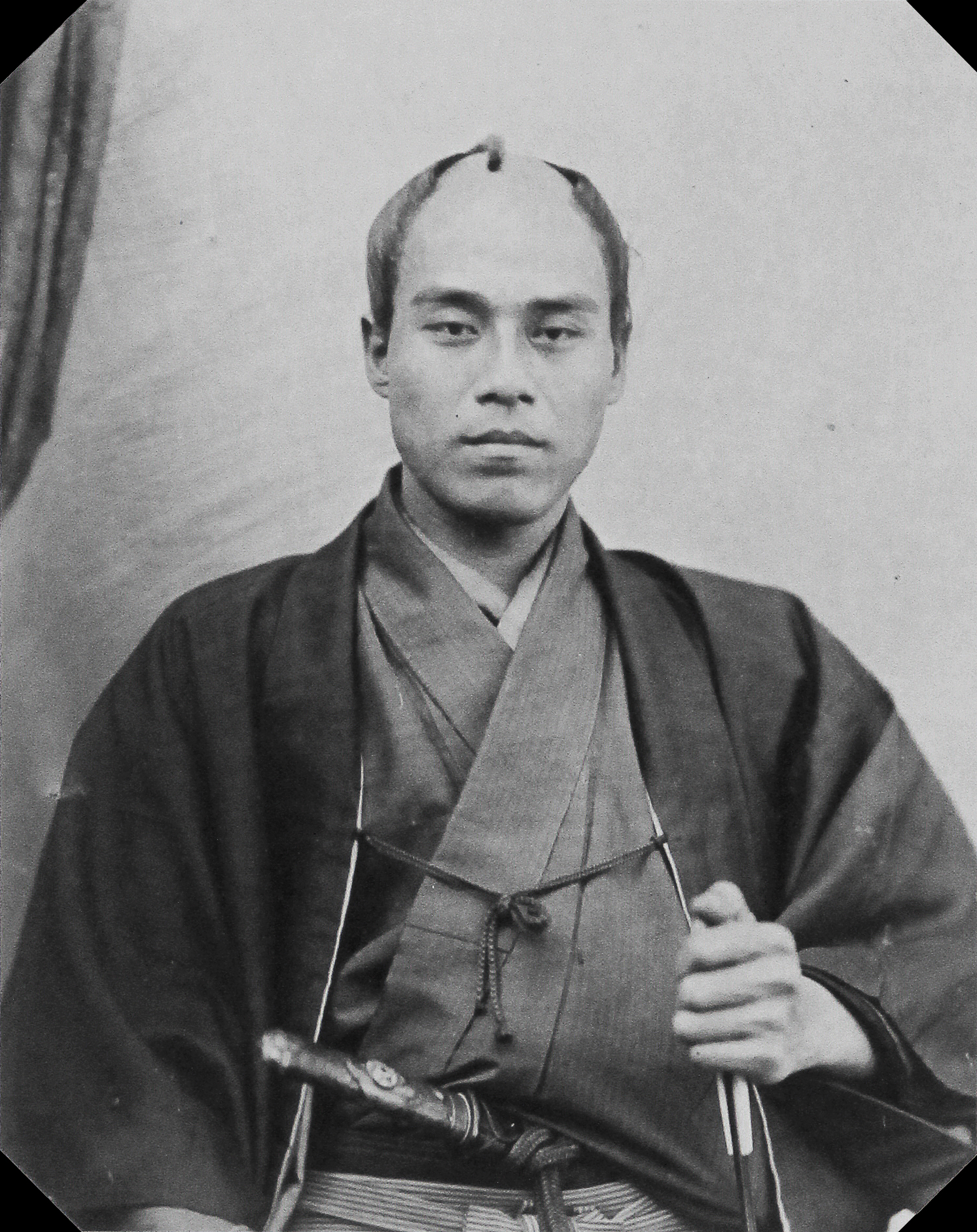
Fukuzawa Yukichi
Bảo tàng Lịch sử Tự nhiên Quốc gia Pháp ở Paris, 1862.

Bấy giờ Mạc phủ đang xúc tiến khai thương, chiếu theo Hiệp ước Kanagawa mà mở thêm hai hải cảng Shimoda và Hakodate cho tàu Tây phương ra vào. Fukuzawa trong chuyến đi ngang qua Kanagawa có ghé hải cảng Yokohama và trực tiếp thấy rằng thương thuyền Hòa Lan không nắm vai trò ưu thế mà đúng ra là các thương thuyền Anh, Mỹ nên ông và quyết tâm bỏ Hà Lan học, chuyển sang học tiếng Anh để tiếp cận văn minh Anh Mỹ. Ông là một trong những người tiên phong trên con đường này nên phải thâu thập sách vở, tự học bằng từ điển, thậm chí học lỏm từ các thuyền viên ngoại quốc trong cảng. Khi nghe tin Mạc phủ cử một phái đoàn đi sứ sang Hoa Kỳ vào năm 1860, ông không ngần ngại xin theo tháp tùng trên con tàu Kanrin Maru mặc dù vào thời đó việc vượt đại dương lắm rủi ro; quyết định của Fukuzawa là hết sức táo bạo. Tàu đáp ở San Francisco và nán lại một tháng, cho phép Fukuzawa tận kiến nếp sống tiên tiến và khoa học kỹ thuật. Chuyến đi Mỹ năm đó, tiếp theo là chuyến sang châu Âu (1862), rồi lại một lần nữa sang Mỹ (1867) là động lực lớn giúp ông thâu nhận kiến thức rộng rãi, ảnh hưởng đến những quyết định tư duy và phương thức cách tân Nhật Bản của ông.

### Biên soạn, trước tác, cổ động
Với kinh nghiệm học được từ người phương Tây qua sách vở và những chuyến thị sát, ông đã nhiệt huyết truyền bá những tư tưởng tiến bộ bằng mọi phương tiện: dịch sách, viết báo, giảng dạy. Ông đã tách mình ra khỏi biến động chính trị cuối thời Mạc phủ Edo, chú tâm vào việc giáo dục, phổ biến những giá trị Thái Tây. Tài năng văn chương trác việt khi diễn đạt tầm nhìn sâu rộng và nhận xét sắc bén của ông đã lôi cuốn sự chú ý của giới trí thức lẫn bình dân. Bản thân ông đã tiên phong nêu gương đề cao tinh thần độc lập, thực học, và bình đẳng.
Trường Keiō-gijuku (Khánh Ứng nghĩa thục) do ông lập ra trở thành trường đại học tư thục hiện đại đầu tiên và cho đến nay hơn 100 năm sau, vẫn là một trong những trường đại học tư với uy tín hàng đầu của Nhật Bản. Đây chính là nơi đào tạo nhiều nhân tài trong các lãnh vực chính trị, khoa học, giáo dục, hạt mầm cho lớp tri thức tiên tiến của Nhật Bản lúc đất nước chuyển mình sang thời đại mới của triều Minh Trị.
Tài năng và nhân cách Fukuzawa Yukichi thăng hoa cùng với những năm tháng của cuộc cải cách Minh Trị duy tân. Ông đã để lại trước tác với số lượng lên tới hàng vạn trang, trong đó tiêu biểu phải kể đến là Khuyến học vấn Gakumon no susume (学問のすすめ Gakumon no susume) (An Encouragement of Learning), Văn minh luận chi khái lược Bunmeiron no gairyaku (文明論之概略 Bunmeiron no gairyaku) (An Outline of a Theory of Civilization), Tây Dương sự tình Seiyō jijō (西洋事情 Seiyō jijō) (Things western), Phúc ông tự truyện Fukuō Jiden (福翁自伝 Fukuō Jiden) (Autobiography of Fukuzawa Yukichi) v.v.

## Tư tưởng Thoát Á

Fukuzawa Yukichi năm 1887

Có dịp được tiếp xúc với văn minh phương Tây qua sách vở và những chuyến viếng thăm Mỹ và châu Âu vào cuối thế kỷ 19, Fukuzawa nhận định rằng văn minh phương Tây phát triển hơn châu Á về nhiều mặt, và các nước châu Á khó lòng duy trì được nền độc lập nếu cứ đóng cửa trước văn minh phương Tây. Theo ông, giành được quyền tự trị chưa phải đã là độc lập, mà nền độc lập thật sự chỉ có thể thành hiện thực thông qua việc trở thành một quốc gia tiên tiến và văn minh. Nếu không có sự khai sáng và văn minh, nền độc lập giành được sẽ mau chóng mất đi để rồi lại lệ thuộc vào các quốc gia tiên tiến khác .
Nhận thức được các nước trong khu vực châu Á mới chỉ ở mức "bán văn minh", không thể là tấm gương cho Nhật Bản học hỏi, trong bài "14 tháng 1 năm 2010-thoat-a-luan Thoát Á luậnLưu trữ ngày 3 tháng 9 năm 2013 tại Wayback Machine", Fukuzawa kêu gọi nước Nhật hãy "tách ra khỏi hàng ngũ các nước châu Á, đuổi kịp và đứng vào hàng ngũ các nước văn minh phương Tây". Ông chủ trương mở cửa giao thương với phương Tây, học hỏi kiến thức và kinh nghiệm quản lý xã hội của phương Tây để phát triển Nhật Bản. Quan điểm này của Fukuzawa đã được chứng minh bằng thực tế: Ở châu Á, chỉ có Nhật Bản và Thái Lan, hai nước chủ trương mở cửa, là tránh được sự xâm lược và thôn tính của các nước phương Tây. Chính sự du nhập của những giá trị và nền giáo dục khoa học kiểu phương Tây đã khiến Nhật Bản không bị phương Tây xâm lược.
Fukuzawa tin rằng giáo dục là cách duy nhất để đạt tới văn minh, bởi bản chất của văn minh là sự phát triển kiến thức và đạo đức nội tại của dân tộc:
"Văn minh có nghĩa là đạt được cả những tiện nghi vật chất lẫn sự nâng cao tinh thần của con người. Nhưng cái tạo ra những tiện nghi vật chất và nâng cao tinh thần của con người là kiến thức và đạo đức, [do đó] bản chất của văn minh chính là quá trình phát triển kiến thức và đạo đức con người."
Fukuzawa cho rằng nền giáo dục Nho học truyền thống ở Nhật Bản chính là sự cản trở lớn nhất của nền văn minh: Nó vừa cổ hủ vừa chậm phát triển, hàng nghìn năm vẫn không thay đổi, chỉ coi trọng hình thức bên ngoài giả tạo mà coi thường chân lý và nguyên tắc. Số lượng người đi học đã ít ỏi, lại chỉ được dạy đọc/viết mà không được khuyến khích phát triển tư duy sáng tạo và độc lập. Chính vì vậy, Fukuzawa kêu gọi người dân hãy theo đuổi nền giáo dục thực học của phương Tây, dựa trên nền tảng khoa học và kỹ thuật. Mỗi người trong xã hội, từ các học giả uyên bác, những viên chức nhà nước địa vị cao đến những nông dân nghèo và những người buôn bán nhỏ đều có thể đi học để thực hiện tốt hơn chức năng riêng của mình, từ đó đóng góp sức mình vào phát triển xã hội, chứ không nhất thiết phải học để ra làm quan theo lối suy nghĩ truyền thống của Nho học hủ lậu. Fukuzawa phê phán lối học ấy trong xã hội Nhật đương thời: 
"Trong xã hội Nhật Bản, mười người thì cả mười, trăm người thì cả trăm, tất cả đều mưu cầu việc tiến thân, thăng quan tiến chức và trở thành công chức".
Fukuzawa là người đưa ra nguyên tắc nổi tiếng: "Độc lập quốc gia thông qua độc lập cá nhân", tức là một xã hội muốn phát triển phải dựa trên những cá nhân có khả năng tư duy độc lập và sáng tạo, chứ không phải dựa vào chính phủ. Ông kêu gọi các sĩ phu Nhật Bản làm việc theo phương châm "coi trọng quốc gia và coi nhẹ chính phủ", tự tin vào sức mạnh cá nhân mà không phụ thuộc vào sức mạnh của người khác (đây chính là tư tưởng Khai sáng của Immanuel Kant).
Để phổ biến kiến thức văn minh và tư tưởng tiến bộ phương Tây tới dân chúng, Fukuzawa đã viết trên 100 cuốn sách giải thích và cổ vũ cho thể chế chính quyền nghị viện, giáo dục phổ thông, cải cách ngôn ngữ và quyền của phụ nữ. Ông còn mở trường Đại học Keio (Trường Khánh Ứng Nghĩa Thục), nay trở thành một trong những trường đại học hàng đầu của Nhật Bản, để đào tạo những thế hệ thanh niên Nhật Bản theo phương thức mới. Cùng với một nhóm trí thức cùng tư tưởng, Fukuzawa cho ra mắt tờ báo Jiji Shimpo năm 1882, đây là một cơ quan tuyên truyền có tác động rất lớn đến công chúng Nhật Bản. Ông không coi mình là người làm chính trị, mà chỉ là "bác sĩ bắt mạch chính trị". Ông không tham gia chính quyền, dù được mời nhiều lần, nhờ đó có cơ hội phê phán chính quyền một cách mạnh mẽ và kiên quyết hơn.

## Tư tưởng quân phiệt
Fukuzawa cũng thể hiện tư tưởng có phần quá khích trong quan hệ với nước châu Á láng giềng. Ông viết: "Giờ đây nếu phải chờ nhà Thanh lẫn Triều Tiên đều cận đại hóa để cùng có một châu Á phồn vinh thì e không kịp nữa. Nhật Bản phải thoát ra khỏi Á châu ngay và sẽ tiếp cận với nhà Thanh và Triều Tiên với cùng một cách thức như các nước Âu - Mỹ mới được". Điều đó có nghĩa là ông khuyên Nhật Bản cũng phải gia nhập vào nhóm các nước đang cạnh tranh xâm chiếm thuộc địa ở vùng Đông Á như Âu - Mỹ. 20 năm sau thì đúng là Nhật Bản đã làm theo ý kiến mà Fukuzawa đề xướng, nghĩa là đua tranh với các nước thực dân Âu - Mỹ trong việc xâm chiếm các nước vùng Đông Á
Chủ nghĩa xã hội Darwin đã tác động sâu sắc đến Fukuzawa, ông cho rằng Nhật Bản phải thôn tính các nước châu Á để tránh việc bị các nước phương Tây xâm chiếm ("hoặc ăn thịt kẻ khác, hoặc bị kẻ khác ăn thịt"). Vì vậy, ông đã cổ vũ cho việc Nhật Bản xâm chiếm Triều Tiên và gây chiến với Trung Quốc.
Sự ủng hộ nhiệt tình của Fukuzawa đối với Chiến tranh Thanh-Nhật có liên quan nhiều đến quan điểm của ông về hiện đại hóa. Giống như nhiều bạn bè của mình trong chính phủ, Fukuzawa tin rằng việc hiện đại hóa châu Á chỉ có thể đạt được bằng vũ lực. Fukuzawa hy vọng một màn trình diễn về sức mạnh quân sự của Nhật sẽ làm chấn động dư luận ở phương Tây và giúp Nhật Bản tránh khỏi số phận bị xâu xé của Trung Quốc. Với hy vọng về một Nhật Bản mạnh mẽ, Fukuzawa đã xem các quốc gia châu Á vừa là mối đe dọa, vừa là cơ hội để Nhật thể hiện sức mạnh quân sự và chiếm làm thuộc địa.
Năm 2004, Yo Hirayama đã nghiên cứu di sản của bài viết "Thoát Á luận" và kết luận rằng nó đã gần như bị lãng quên từ khi được xuất bản vào năm 1885 cho đến những năm 1950, khi nó bắt đầu được trích dẫn lại và được coi là một ví dụ tiêu biểu về chủ nghĩa quân phiệt Nhật Bản trong thời Minh Trị

## Tác phẩm
- Khuyến học (1872-1876)
- Bàn về dân quyền (1878)
- Bàn về tiền tệ (1878)
- Bàn về quốc quyền (1879)
- Bàn về quốc hội (1879)
- Bàn về kinh tế tư nhân (1880)
- Bàn về thời sự thế giới (1882)
- Bàn về quân sự (1882)
- Bàn về nghĩa vụ quân sự (1884)
- Bàn về ngoại giao (1884)
- Bàn về phụ nữ Nhật Bản (1885)
- Bàn về phẩm hạnh (1885)
- Bàn về cách nhân sĩ xử thế (1886)
- Bàn về giao tiếp (1886)
- Bàn về nam giới Nhật Bản (1888)
- Bàn về hoàng gia Nhật Bản (1888)
- Bàn về thuế đất (1892)
- Bàn về tiền đồ và trị an quốc hội (1892)
- Bàn về thực nghiệm (1893)
- Fukuzawa Yukichi tuyển tập (1897-1899)
- Bàn về đại học nữ, đại học nữ mới (1899)
- Fukuzawa Yukichi tự truyện (1899)

### Phúc ông tự truyện
Fukuzawa Yukichi có lẽ bắt đầu được độc giả Việt Nam biết đến qua những công trình nghiên cứu về ảnh hưởng đối với tư tưởng của Phan Bội Châu, Phong trào Duy Tân và lịch sử cận đại Việt Nam cùng bản dịch cuốn Gakumon no susume (Khuyến học) của giáo sư sử học Chương Thâu. Sự thành công của cuộc Minh Trị duy tân là tấm gương sáng, là nguồn cổ vũ cho rất nhiều chí sĩ tâm huyết với sự nghiệp giải phóng dân tộc ở các nước phương Đông cuối thế kỷ 19 đầu thế kỷ 20, trong đó có Phan Bội Châu và những sĩ phu của phong trào Duy Tân.

Sau thất bại trong Chiến tranh thế giới thứ hai, mặc dù giới nghiên cứu khoa học xã hội nhân văn của Nhật Bản có thể có những nhìn nhận lại về tư tưởng Fukuzawa Yukichi, nhưng cần khẳng định một điều rằng không một nhà tư tưởng nào lại có ảnh hưởng sâu và rộng đến xã hội Nhật Bản cận hiện đại hơn Fukuzawa. Có thể nói, những tư tưởng về chính trị, xã hội, kinh tế mà Fukuzawa truyền bá là một căn nguyên phát triển của Nhật Bản cận hiện đại. Vì vậy, tìm hiểu về thân thế, sự nghiệp cũng như tư tưởng Fukuzawa là điều cần thiết, không chỉ giúp người Việt nhìn nhận những vấp váp, sai lầm trong lịch sử cận đại Việt Nam, mà còn hữu ích cho cả sự phát triển hiện nay và sau này. Đây cũng chính là điều khiến dịch giả quan tâm đến các trước tác của Fukuzawa nói chung và cuốn "Phúc ông tự truyện" nói riêng.
Cuốn tự truyện kể về những bước thăng trầm của cuộc đời Fukuzawa Yukichi từ khi sinh ra cho đến những năm tháng tuổi già. Có thể nói, chưa đọc "Phúc ông tự truyện" thì chưa thể hiểu nhân cách cũng như tư tưởng của Fukuzawa Yukichi. Cuốn tự truyện không chỉ là lời tự thuật chân thực về những thăng trầm trong cuộc đời riêng Fukuzawa mà còn tái hiện được cả bối cảnh phức tạp của xã hội Nhật Bản trong thời kỳ chuyển biến dữ dội vào nửa cuối thể kỷ 19. Và một điều cần nói thêm rằng, tất cả những biến động lớn lao đó của lịch sử Nhật Bản được phản ánh qua những trải nghiệm thực tế, sự phân tích với tư cách người đương thời và bằng giọng kể chân thành, ngôn ngữ giàu nhạc điệu của Fukuzawa, nghĩa là những gì được tái hiện lại trong cuốn tự truyện khác xa với bất kỳ một sự tường thuật cứng nhắc ở cuốn sách về lịch sử nào khác.
Cuốn tự truyện có 15 chương, mỗi chương lại bao gồm những câu chuyện nhỏ khác nhau. Trong quá trình dịch cuốn Phúc ông tự truyện này, dịch giả chủ yếu dựa trên bản Fukuō Jiden do Tomita Masafumi khảo chú, được Nhà xuất bản Đại học Keiō-gijuku Daigaku ấn hành vào tháng 1 năm 2001. Tomita Masafumi là người đã dày công nghiên cứu về thân thế và sự nghiệp của Fukuzawa Yukichi.

## Vinh danh

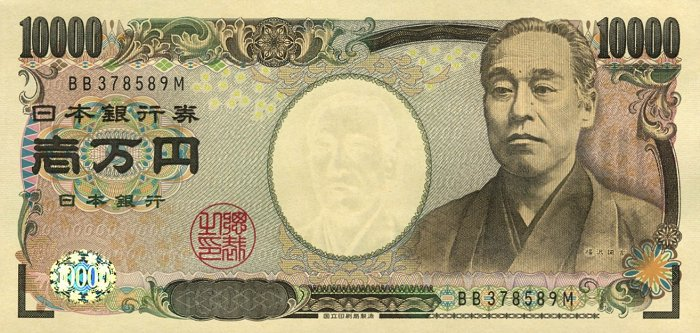
Hình Fukuzawa Yukichi trên tờ bạc mệnh giá 10000 yên của Nhật Bản

Để vinh danh công lao đóng góp của Fukuzawa Yukichi, hình ảnh của ông được đưa vào tờ tiền mệnh giá 10000 yên Nhật lần lượt vào các năm 1984 và 2004